# Poorttheorie
De poorttheorie (Engels: Gate Control Theory) is een begrip uit de pijnbestrijding. Deze theorie postuleert dat het ruggenmerg niet alleen schadelijke prikkels doorgeeft aan het centrale zenuwstelsel, waar pijngewaarwording plaatsvindt, maar dat datzelfde centrale zenuwstelsel in staat is de pijnprikkel te moduleren. Dat wil zeggen dat het centrale zenuwstelsel als het ware een poort kan open- en dichtzetten om pijn in meer of mindere mate door te laten naar het centrale zenuwstelsel.
De theorie werd voorgesteld in 1965 door de psycholoog Ronald Melzack en de anatoom Patrick Wall, in het artikel "Pain Mechanisms: A New Theory" (Science, volume 150, p. 171–179, 1965). Deze wetenschappelijke publicatie gaf de start voor heel wat nieuw experimenteel en klinisch onderzoek naar pijn. Het model heeft sinds zijn ontstaan al wel een aantal wijzigingen ondergaan, maar het oorspronkelijke idee van de modulatie van de pijn in het zenuwstelsel blijft een belangrijk gegeven in de studie van de pijnbestrijding.